# Grytsjön (Vrå socken, Småland)
Grytsjön är en sjö i Ljungby kommun i Småland och ingår i Lagans huvudavrinningsområde. Sjön har en area på 0,126 kvadratkilometer och ligger 165 meter över havet.

## Delavrinningsområde
Grytsjön ingår i det delavrinningsområde (628800-134977) som SMHI kallar för Ovan Trollabäcken. Medelhöjden är 173 meter över havet och ytan är 31,78 kvadratkilometer. Det finns inga avrinningsområden uppströms utan avrinningsområdet är högsta punkten. Krokån som avvattnar avrinningsområdet har biflödesordning 2, vilket innebär att vattnet flödar genom totalt 2 vattendrag innan det når havet efter 79 kilometer. Avrinningsområdet består mestadels av skog (19 procent) och sankmarker (72 procent). Avrinningsområdet har 0,72 kvadratkilometer vattenytor vilket ger det en sjöprocent på 2,2 procent.